# 뒤벤도르프
뒤벤도르프(독일어: Dübendorf)는 스위스 취리히주에 있는 우스터구에 있는 자치체이다.
스위스 취리히 근교에 있는 인구는 2021년 기준 약 30,000명이다. 취리히, 빈터투어, 우스터에 이어 주에서 네 번째로 큰 도시이다.

## 역사
뒤벤도르프는 946년에 투오빌린도르프(Tuobilindorf)라는 이름으로 처음 언급되었다. 아들리스베르크의 북동쪽에는 뒤벨슈타인성의 유적이 있다. 1487년부터 1489년까지 취리히시의 전 시장이었던 한스 발트만(Hans Waldmann)의 집이다.

## 지리

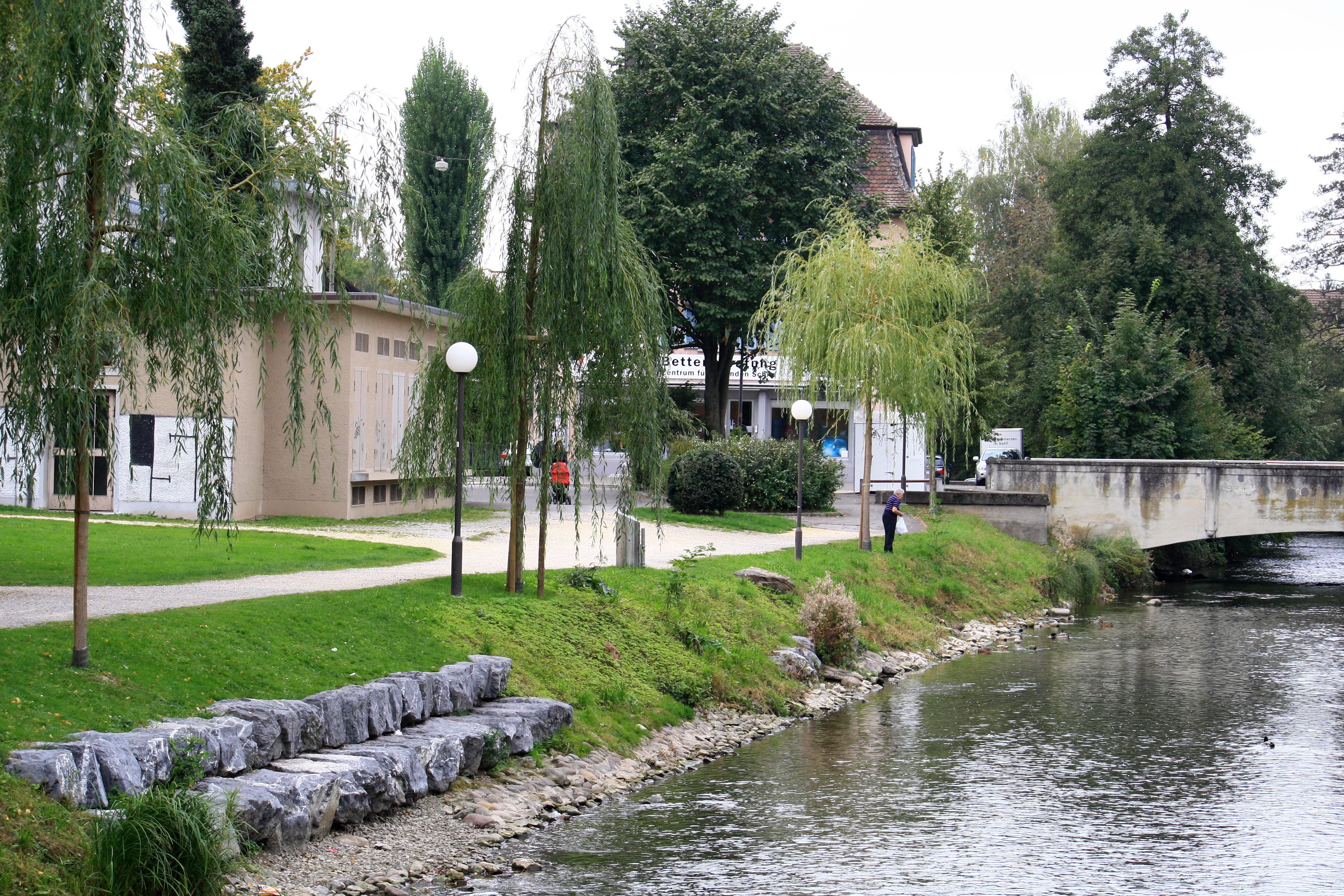
뒤벤도르프의 글라트강

뒤벤도르프의 면적은 13.6 k㎡이다. 이 지역의 37.6%는 농업용으로 사용되며 19.5%는 산림이다. 나머지 토지 중 41.9%는 정착지(건물 또는 도로)이고 나머지(1%)는 불모지(강, 빙하 또는 산)이다. 1996년 주택과 건물이 전체 면적의 29.6%를 차지했고 나머지는 교통 기반시설이 12.3%를 차지했다. 전체 비생산 지역 중 물(시냇물과 호수)이 면적의 1%를 차지했다.
이 도시는 취리히에서 북동쪽으로 약 10km 떨어져 있다. 그것은 남동쪽으로 직접 놓여 있는 그라이펜제(그라이펜 호수)에서 흐르는 글라트강에 의해 양분된다. 뒤벤도르프는 글라트 계곡(독일어: Glattal)에 있다. 뒤벤도르프는 아들리스베르크의 북쪽에 위치하고 있으며, 취리히시 북쪽에 있는 테라스에 고크하우젠 및 게렌 마을이 있다.

## 인구통계

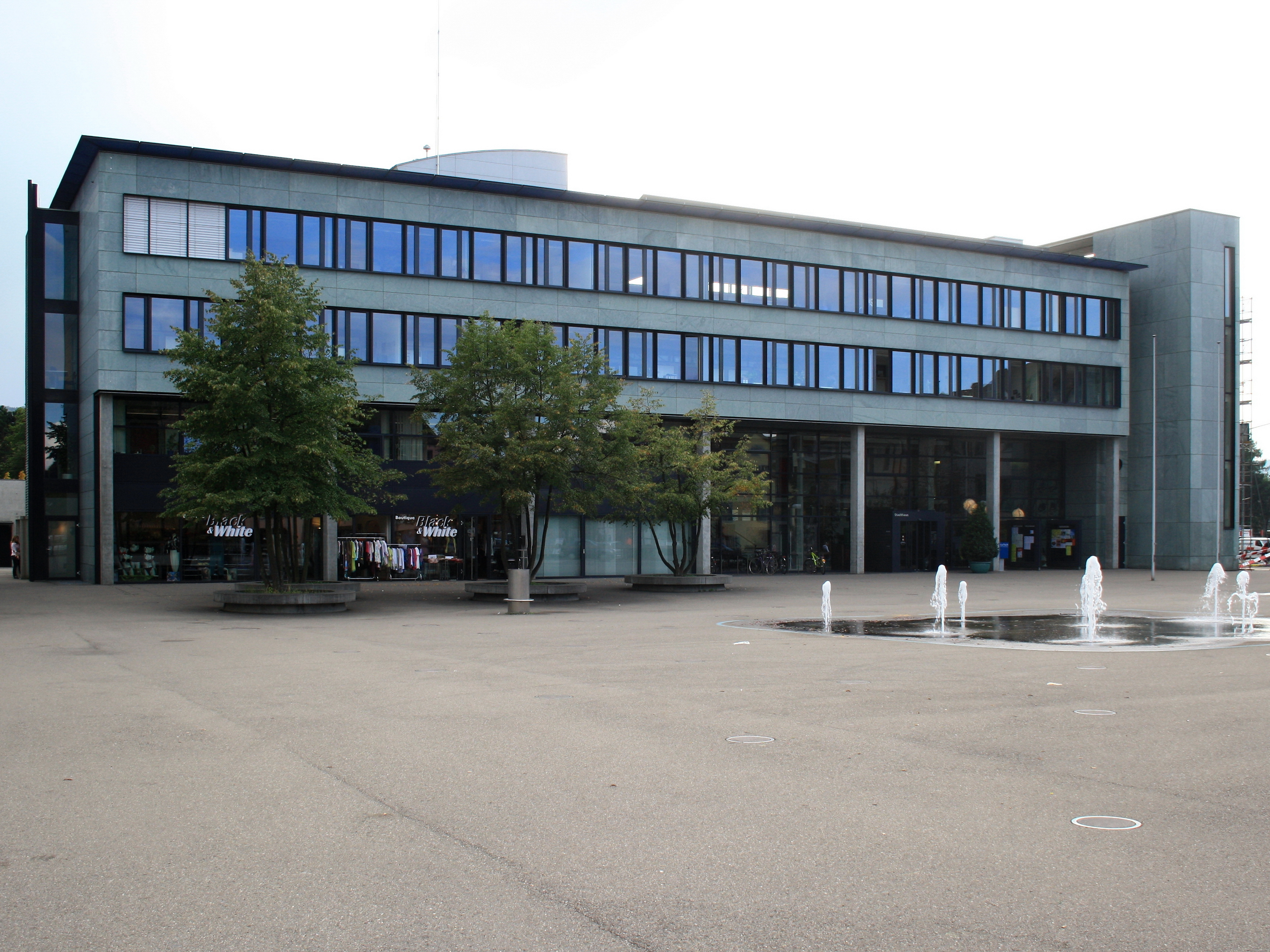
시청 슈타트하루스

2020년 12월 31일 기준, 뒤벤도르프의 인구는 29,907명이다. 2007년 기준으로 전체 인구의 28.2%가 외국인이다. 2008년 기준으로 인구의 성별 분포는 남성 49.2%, 여성 50.8%이다. 지난 10년 동안 인구는 10.5%의 비율로 증가했다. 2000년 기준, 인구 대부분인 81.8%가 독일어를 사용하며, 이탈리아어가 두 번째(4.5%)로 많이 사용되며, 세르보-크로아티아어가 세 번째(2.1%)이다.
2007년 선거에서 가장 인기 있는 정당은 39.1%의 득표율을 기록한 SVP였다. 다음으로 가장 인기 있는 3개 정당은 CSP (17.5%), SPS (16.1%) 및 FDP (10.4%)였다.
인구의 연령분포(2000년 기준)는 어린이와 청소년(0~19세)이 전체 인구의 19.1%, 성인(20~64세)이 67.6%, 노인(64세 이상)이 13.3%를 차지한다. 뒤벤도르프에서는 인구의 약 73.6%(25-64세)가 비필수 고등교육 또는 추가 고등교육(대학 또는 응용학문대학)을 완료했다. 뒤벤도르프에는 10,786세대가 있다.
2008년 기준으로 뒤벤도르프에는 7,733명의 가톨릭 신자와 7,553명의 개신교 신자가 있다. 2000년 인구 조사에서 종교는 몇 가지 더 작은 범주로 분류되었다. 인구조사에서 39.2%는 일종의 개신교였으며, 37.1%는 스위스 개혁 교회에, 2.1%는 다른 개신교 교회에 속했다. 인구의 33.6%가 가톨릭 신자였다. 나머지 인구 중 6%는 이슬람교, 9.4%는 다른 종교(목록에 없음), 4.6%는 무교, 12.4%는 무신론자 또는 불가지론자였다.
역사적 인구는 다음 표에 나와 있다.
| 년도 | 인구   |
| ---- | ------ |
| 1467 | c. 225 |
| 1634 | 553    |
| 1710 | 1,031  |
| 1850 | 2,018  |
| 1900 | 2,544  |
| 1950 | 6,750  |
| 1970 | 19,639 |
| 2000 | 22,216 |
| 2010 | 24,607 |
| 2017 | 27,800 |

## 경제

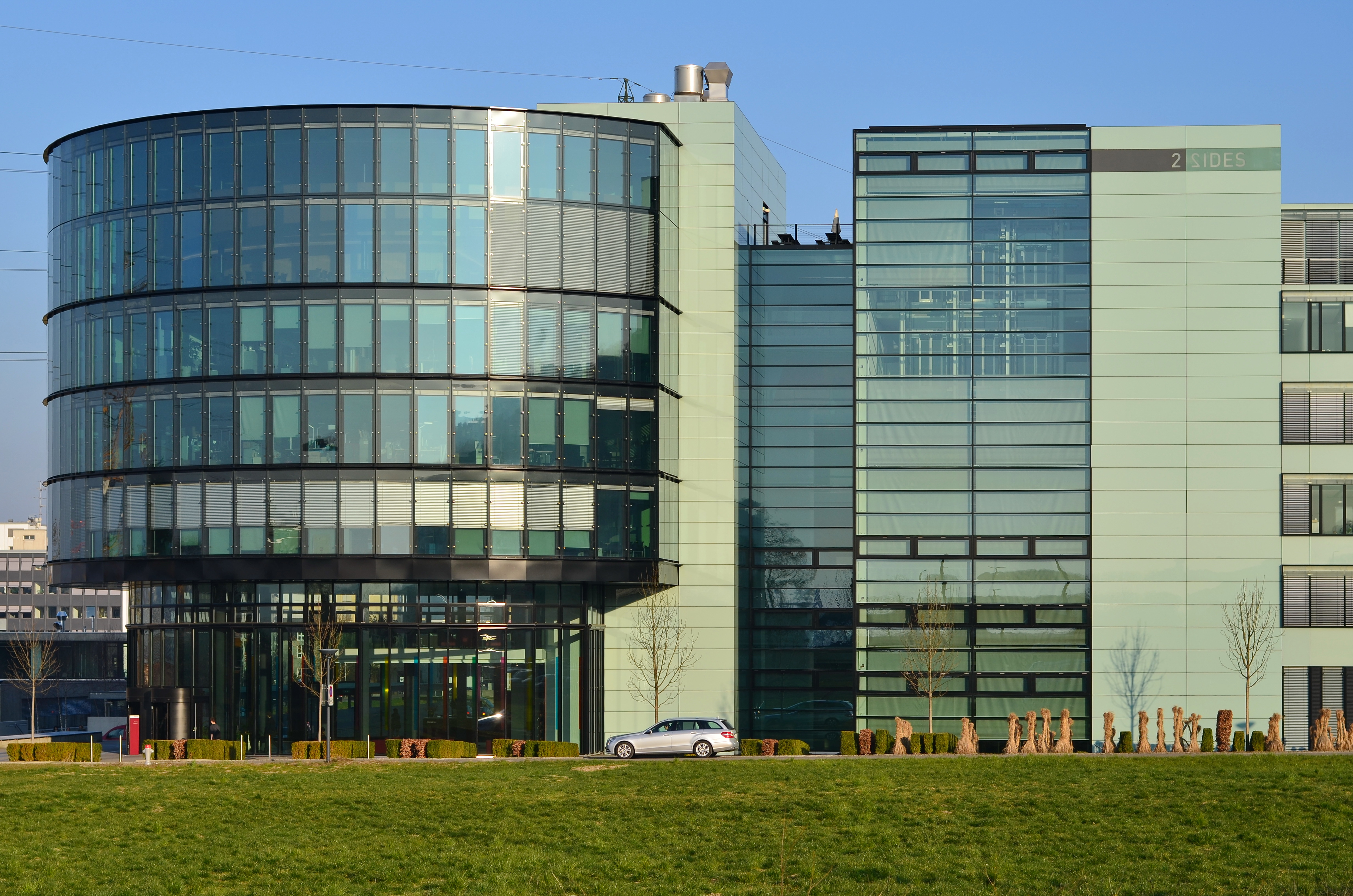
슈테트바흐에 있는 헬자나 관리 빌딩

뒤벤도르프는 스위스 연방 공과 대학(ETH-Bereich) 도메인의 일부인 두 개의 연구 기관이 있는 곳이다.

### 엠파
엠파(Empa)는 5개의 프로그램이 있는 재료 과학 및 기술 연구 기관이다: 나노기술, 적응 재료 시스템, 건강한 인간, 에너지 기술을 위한 재료 및 테크로스피어(Technosphere) - 대기(Atmosphere)

### 에바크
에바크(Eawag)는 스위스 연방 수산 과학 기술 연구소이다. 에바크에서는 응용 수생태학, 화학 오염 물질, 환경 공학, 환경 미생물학, 환경 독성학, 어류 생태 및 진화, 조류학, 지표수, 시스템 분석/통합 평가 및 모델링, 도시 물 관리, 물 및 개발 도상국의 농업, 물 및 위생(SANDEC), 수자원 및 식수.
향료 및 향료 생산업체인 지보단(Givaudan)은 뒤벤도르프에 R&D 부서의 일부를 두고 있다. 휴렛패커드의 주요 스위스 사무소는 뒤벤도르프에 있다.
뒤벤도르프의 실업률은 3.09%이다. 2005년 기준으로 1차 경제 부문에 196명이 고용되어 있으며, 이 부문에 약 31개 기업이 참여하고 있다. 2,410명이 2차 부문에 고용되어 있고, 이 부문에 234개의 기업이 있다. 11,663명이 3차 부문에 고용되어 있으며, 이 부문에는 897개의 기업이 있다. 2007년 기준 노동인구의 76.1%가 상근직이고 23.9%가 시간제이다.

## 볼거리
뒤벤도르프 마을은 매우 작고 도보로 쉽게 이동할 수 있다. 도시의 한 쪽에서 다른 쪽으로 건너는 것은 가벼운 걸음으로 30분 이내에 완료할 수 있다. 도심과 강 외에도 흥미로운 방문 장소는 군용 항공 박물관이다. 다양한 군용 비행기뿐만 아니라 다양한 시연 자료(예: 헬리콥터 제어 시스템의 작동 방식)와 마지막 원본 융커스(Junkers) 2개도 전시되어 있다. 관광 여행을 제공하는 데 사용되는 비행 상태의 Ju 52 빈티지 항공기이다.

## 교통
뒤벤도르프는 취리히 중심부(10분), 빈터투어 (슈테트바흐 경유, 20분) 및 취리히 주의 기타 장소까지 철도와 버스로 연결된다. 뒤벤도르프역은 S9 및 S14 라인의 취리히 S-반 정류장이며 취리히 중앙역에서 S9로 13분 거리에 있다. 슈테트바흐역은 S3, S9, S11, S12 라인에 있는 취리히 S-반의 정류장이다.
군용 공항에는 레가 기지 중 하나가 있다. 현재 더 이상 군용 제트기의 기지로 사용되지 않다.

## 갤러리

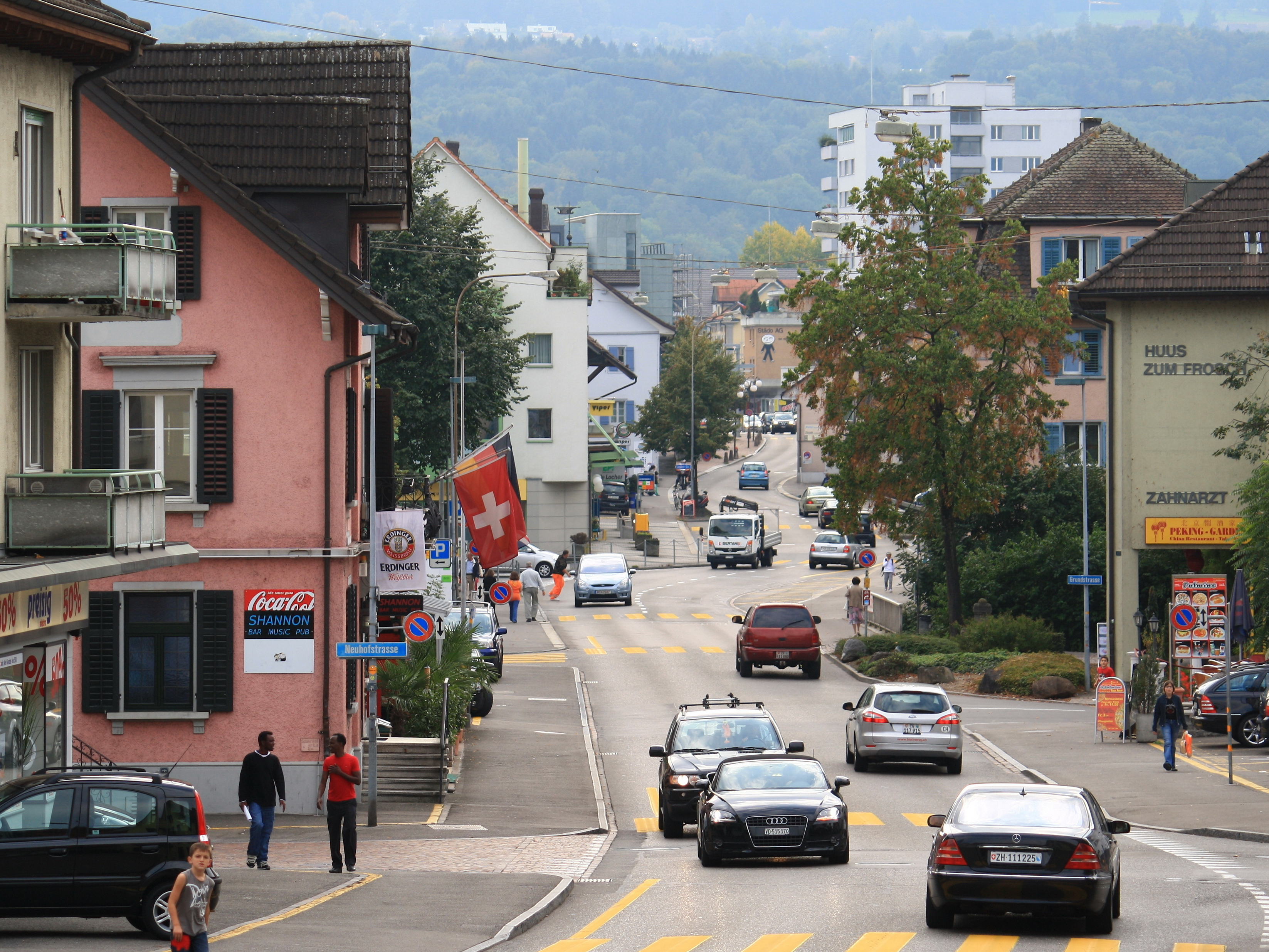
뒤벤도르프역에서 본 반호프 거리와 시내 내부
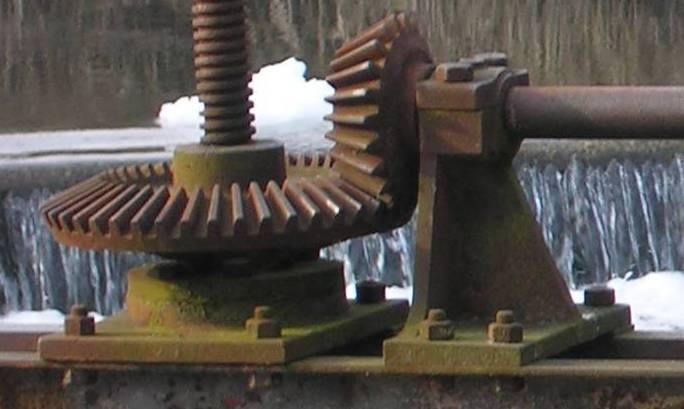
글라트 수문의 기술적 솔루션
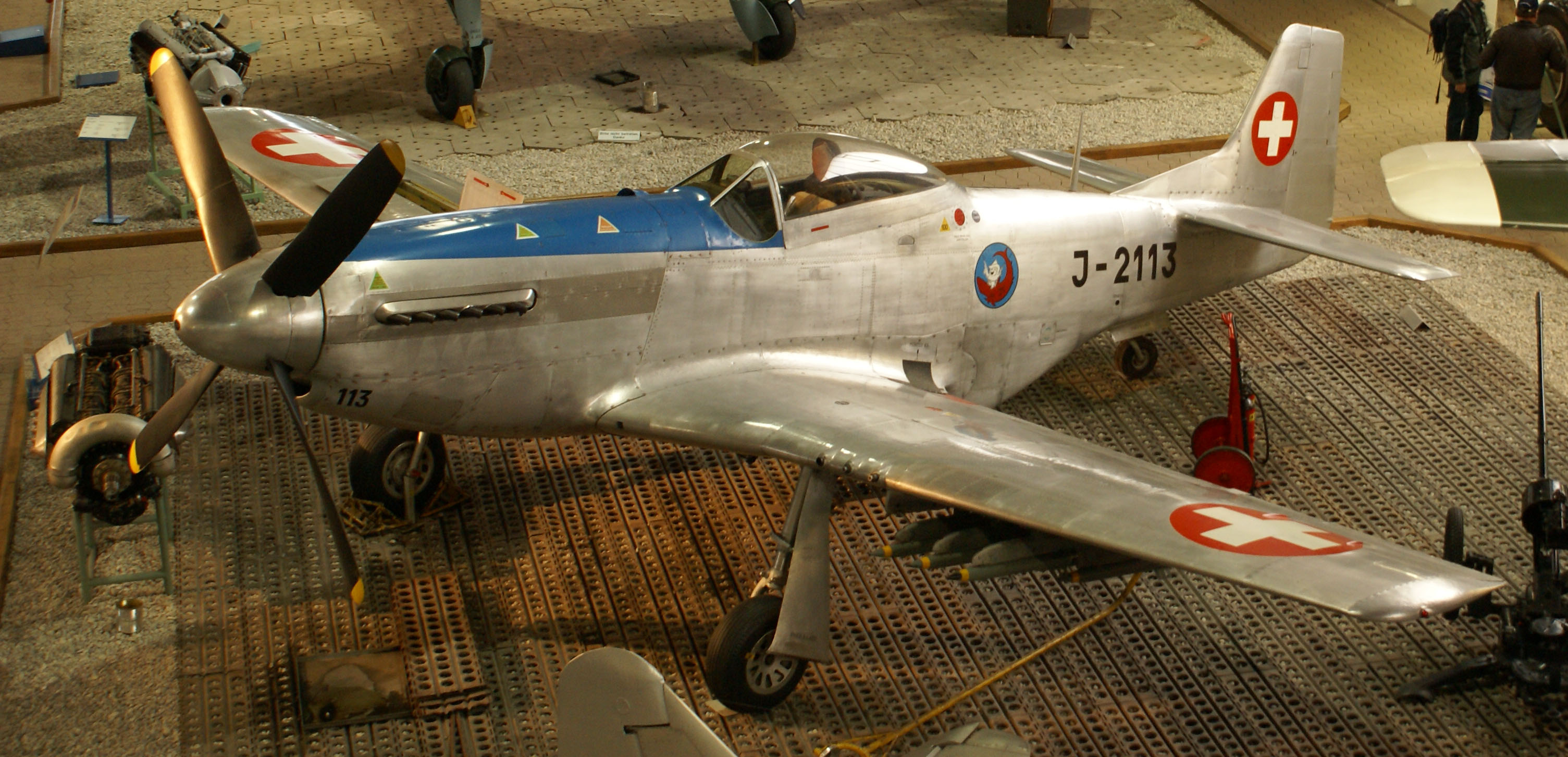
스위스 공군의 P-51 무스탕,  뒤벤도르프 군사 항공 박물관
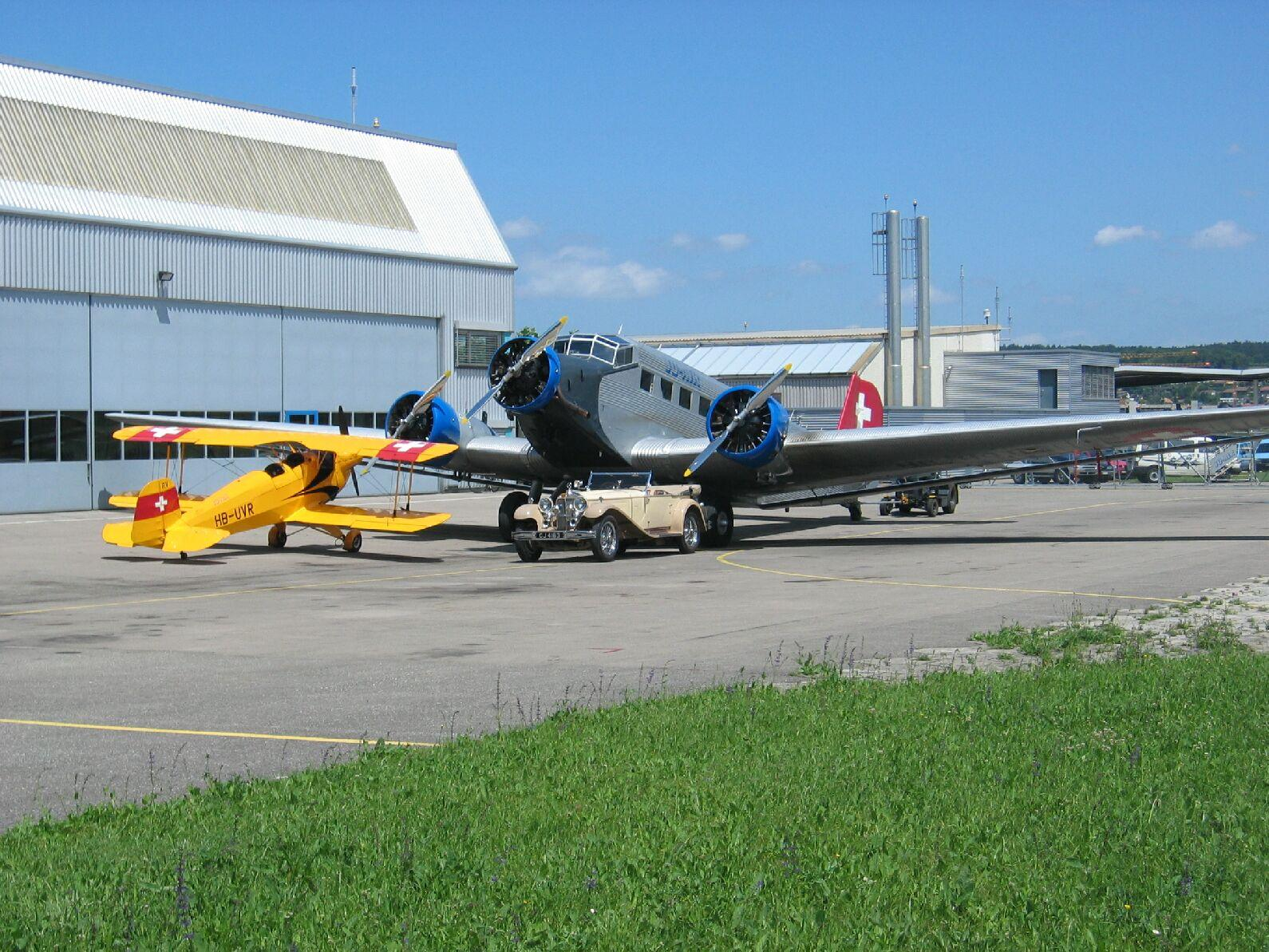
'JU-AIR 항공의 융커스 Ju 52

## 같이 보기
- 솔러 임펄스